# Natriumferrat
Natriumferrat, Na2FeO4, är en kemisk förening (ett salt) som är mycket lik kaliumferrat. Det är brandfarligt.

## Framställning
Natriumferrat kan framställas av järntriklorid (FeCl3), natriumhypoklorit (NaClO) och natriumhydroxid (NaOH).
{\displaystyle {\rm {2\ FeCl_{3}+3\ NaClO+10NaOH\rightarrow 2\ Na_{2}FeO_{4}+9\ NaCl+5\ H_{2}O}}}